# Gneo Servilio Cepione (console 253 a.C.)
Gneo Servilio Cepione (in latino Gnaeus Servilius Caepio; fl. 253 a.C.) è stato un politico e generale romano legato al ramo patrizio della gens Servilia, comandante della flotta romana nel corso della prima guerra punica.

## Biografia
Gneo Servilio ebbe un padre ed un nonno omonimi. Si possono comprendere soltanto i dettagli delle operazioni militari svolte durante il suo consolato, che egli condusse insieme al suo collega Gaio Sempronio Bleso contro i Cartaginesi durante la prima guerra punica. Dopo una fallita manovra di approdo presso la città punica di Lilibeo, sulla costa occidentale della Sicilia, i due consoli diressero le loro 260 navi a una spedizione di saccheggio sulle coste del Nord Africa. Dovettero tuttavia, dopo essersi arenati su una secca, buttare a mare gran parte del bottino per liberare la nave e ridurre il loro peso, si girarono nuovamente e tornarono subito indietro in Sicilia. Nel viaggio di ritorno verso Roma colarono a picco 150 navi attraversando una violenta tempesta.
Un figlio o nipote di Cepione divenne console con lo stesso nome nel 203 a.C.